# Le Royaume interdit (film)
Pour les articles homonymes, voir Le Royaume interdit (roman).
Pour plus de détails, voir Fiche technique et Distribution.
Le Royaume Interdit (titre original en anglais : The Forbidden Kingdom) est un film d'aventure et de fantasy américano-hongkongais réalisé par Rob Minkoff, sorti en France le 24 septembre 2008, avec Jet Li, Jackie Chan et Collin Chou.
C'est le seul et unique film mettant en scène les deux plus grandes stars des arts martiaux de l'époque, Jackie Chan (à 54 ans) et Jet Li (à 45 ans) avec un face à face épique monté avec le chorégraphe le plus reconnu de l'époque : Yuen Woo-ping.

## Synopsis
Un adolescent américain, Jason Tripitikas (Michael Angarano), est fan de cinéma hongkongais et des classiques de Kung-fu. S'il connaît tout du Kung-fu, il ne le pratique pas. Un soir, agressé par une bande de voyous, il fait ouvrir la porte du magasin de Chinatown où il achète ses films. Le vieux commerçant chinois est blessé par balle par le chef de la bande. Avant que Jason ne s'enfuie, menacé à son tour par le voyou, le vieil homme lui confie la mission de restituer un bâton en fer somptueusement sculpté (bô) à son propriétaire. Arrivé sur le toit de l'immeuble, il se sent soudain entraîné par l'arme ; propulsé dans le vide, il se retrouve dans un autre lieu, un autre temps.
Jason se retrouve alors dans un village qui est attaqué par des guerriers. C'est Lu Yan (Jackie Chan) qui le sauve et lui révèle qu'il détient une arme légendaire appartenant au Roi Singe (Jet Li), qui a été trahi par un seigneur de la guerre…

## Fiche technique
- Titre original : The Forbidden Kingdom
- Titre français : Le Royaume interdit
- Réalisation : Rob Minkoff
- Scénario : John Fusco, d'après le roman La Pérégrination vers l'Ouest de Wu Cheng'en
- Chorégraphe : Yuen Woo-ping
- Production : Casey Silver (en) (Casey Silver Productions)
- Composition : David Buckley
- Photographie : Peter Pau
- Montage : Eric Strand
- Musique : David Buckley
- Décors : Bill Brzeski
- Costumes : Shirley Chan
- Pays d'origine:  États-Unis |  Hong Kong
- Sociétés de distribution : Lionsgate et Blue Sky Media
- Budget : 70 000 000 $
- Langue : anglais
- Format : Couleur - 2.35:1 - SDDS - 35 mm
- Durée : 113 minutes
- Dates de sortie en salles :
  - États-Unis : 4 avril 2008
  - France : 24 septembre 2008

## Distribution
- Jackie Chan (VF : William Coryn ; VQ : François L'Écuyer) : Lu Yan / le vieux Hop
- Jet Li (VF : Xavier Thiam ; VQ : Sylvain Hétu) : le moine silencieux / le Roi Singe
- Michael Angarano (VF : Franck Lorrain ; VQ : Philippe Martin) : Jason Tripitikas
- Collin Chou (VQ : Jean-François Beaupré en tant que seigneur de guerre et André Montmorency en tant qu'empereur) : le seigneur de la guerre Jade
- Li Bingbing (VF : Marie Giraudon ; VQ : Catherine Bonneau) : Ni Chang, la sorcière
- Liu Yifei (VF : Clotilde Morgiève ; VQ : Aurélie Morgane) : Moineau Doré
- Alexis Bridges : Kam
- Morgan Benoit : Lupo
- Jack Posobiec : Southie
- Juana Collignon : Southie (enfant)
- Thomas McDonell : Southie (jeune adulte)
- Yu Yuan Zeng : Inn Keeper
- Zhi Ma Gui : la vieille femme
- Shen Shou He : le fermier
- Bin Jiang : le jeune homme du village
- Shaohua Yang : le soldat Jade
- Li Liu Xiao : Reine mère

Source et légende : Version française VF sur le site d’AlterEgo (la société de doublage)

## Autour du film
Chose intéressante, c'est le rôle distribué aux deux héros :
- Jackie Chan tient le rôle qui lui a valu d'être une star en Chine dans Drunken Master en 1978 (la même année que Le Chinois se déchaîne qui l'a fait connaître) où il représente Wong Fei Hung dans la célèbre (grâce à Jackie) danse (boxe) de l'ivrogne, mais cette fois ce n'est pas Fei-Hung mais un (des huit) Immortel ivrogne directement issu du taoïsme.
- Jet Li tient également le rôle qui lui a valu d'être une star en Chine puisqu'il incarne un moine bouddhiste comme dans son tout premier film en 1982 (il était alors âgé de 18 ans), Le Temple de Shaolin de Chang Hsin Yen et Xinyan Zhang qui l'a rendu célèbre.

## Accueil

### Box-office
- États-Unis : 52 040 293 $ US[2]
- Hong Kong : 11 778 000 $ HK[3]
- France : 217 844 entrées[2]
- Mondial : 128 935 681 $[2]